# Hervé Fichot
Hervé Fichot (ur. 24 czerwca 1987) – francuski judoka. Startował w Pucharze Świata w 2009 i 2010. Wicemistrz Europy w drużynie w 2007. Wicemistrz świata juniorów i mistrz Europy juniorów w 2006. Drugi na ME U-23 w 2007 roku.